# 大花甘肃紫堇
大花甘肃紫堇（学名：Corydalis chingii var. shansiensis）为罂粟科紫堇属下的一个变种。

## 扩展阅读
- 維基物種上的相關：大花甘肃紫堇